# Olympische Winterspiele 1980/Teilnehmer (Spanien)
| Gelbes Symbol für Goldmedaillen mit stilisierten Olympischen Ringen | Graues Symbol für Silbermedaillen mit stilisierten Olympischen Ringen | Braundes Symbol für Bronzemedaillen mit stilisierten Olympischen Ringen |
| ------------------------------------------------------------------- | --------------------------------------------------------------------- | ----------------------------------------------------------------------- |
| —                                                                   | —                                                                     | —                                                                       |

Spanien nahm an den Olympischen Winterspielen 1980 in Lake Placid mit acht Athleten teil.
Fahnenträger bei der Eröffnungsfeier war der Skifahrer Francisco Fernández Ochoa.

## Teilnehmer nach Sportarten

### Eiskunstlauf
Frauen:
- Gloria Mas
Einzel: 21. Platz

### Ski Alpin
Frauen:
- Blanca Fernández Ochoa
Riesenslalom: 18. Platz – 2:48,99 min
- Ana María Rodríguez
Slalom: Ausgeschieden
Riesenslalom: Ausgeschieden

Herren:
- Francisco Fernández Ochoa
Slalom: 22. Platz – 1:51,61 min
Riesenslalom: 22. Platz – 2:46,58 min
Abfahrt: 27. Platz – 1:50,69 min
- Jorge García
Slalom: Ausgeschieden
Riesenslalom: 23. Platz – 2:47,08 min
- Jorge Pérez
Slalom: Ausgeschieden
Riesenslalom: 14. Platz – 2:44,88 min

### Ski Nordisch

#### Langlauf
Herren:
- José Giro
15 km: 55. Platz – 51:30,06 min
30 km: 47. Platz – 1:41:57,97 min
- Emiliano Morlans
15 km: 53. Platz – 50:42,33 min
30 km: 49. Platz – 1:46:28,42 min